# Zurna

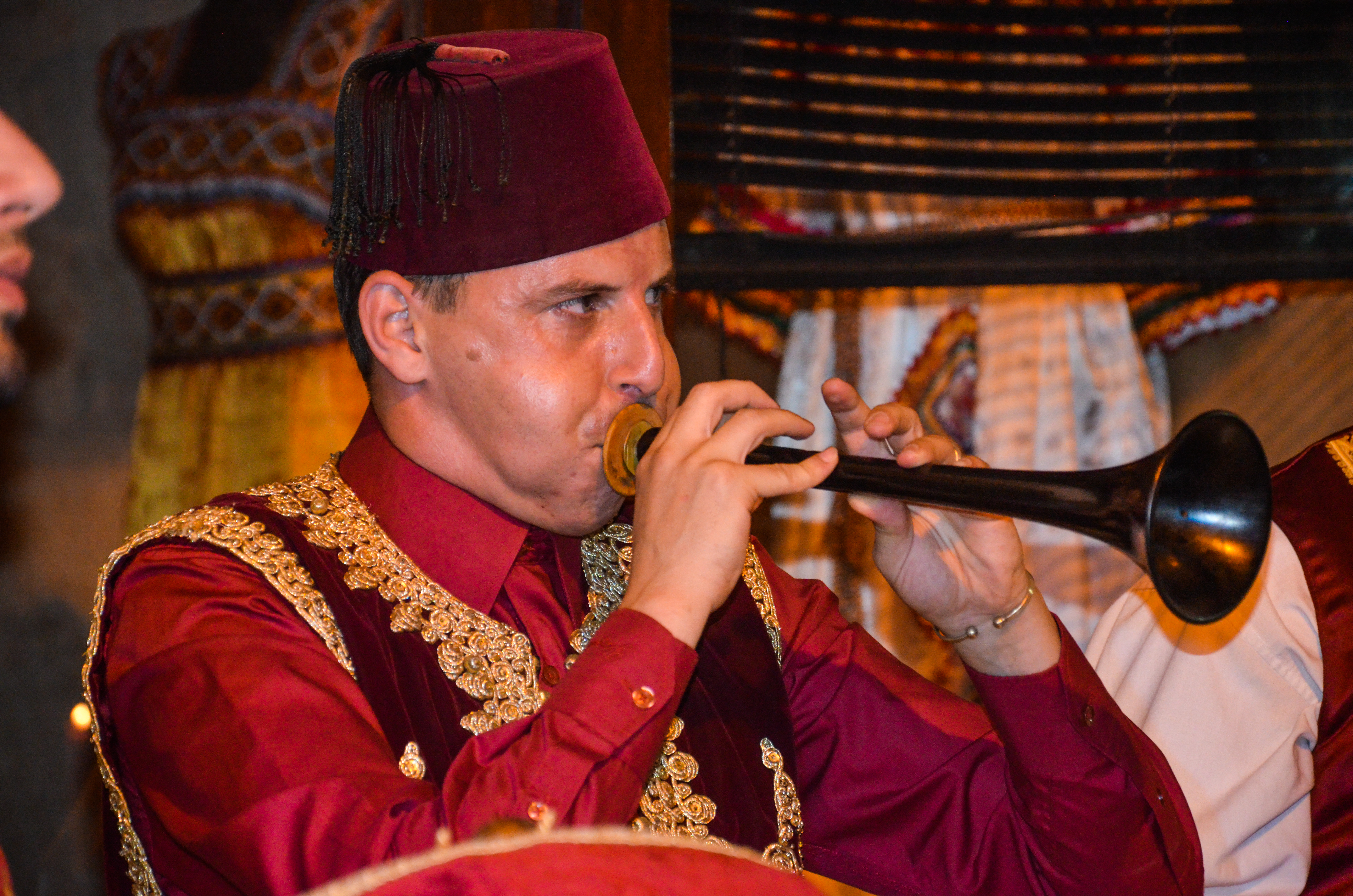
Een musicus bespeelt de zurna

Een zurna is een dubbelriet-blaasinstrument dat wordt bespeeld in Centraal-Eurazië, West-Azië en delen van Noord-Afrika. Het wordt meestal begeleid door een davul (basdrum) in Armeense, Anatolische en Assyrische volksmuziek. 

## Kenmerken en geschiedenis

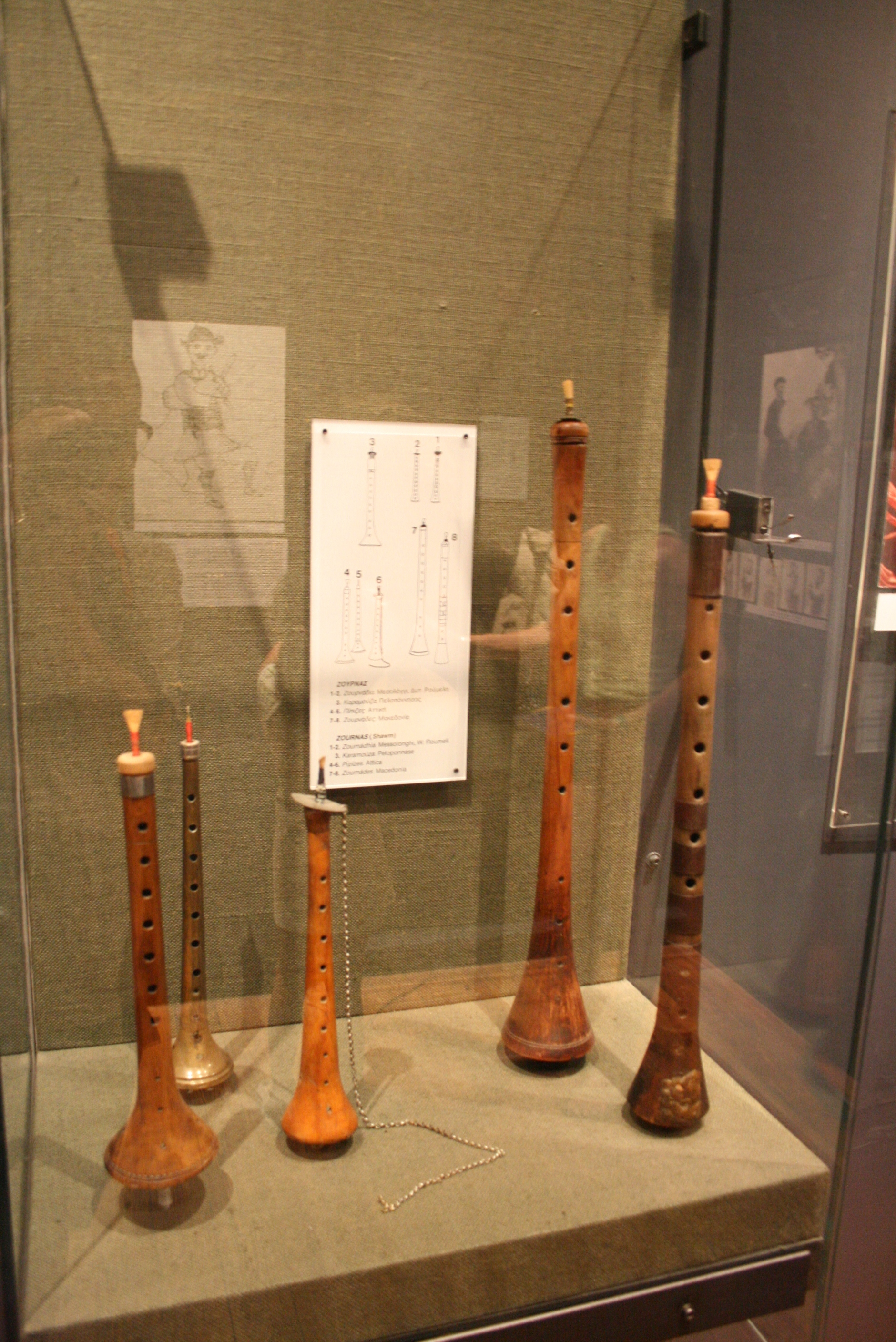
Een verscheidenheid aan zurna uit het Museum van Griekse volksmuziekinstrumenten

De zurna is, net als de doedoek en kaval, een houtblazersinstrument dat wordt gebruikt om volksmuziek te spelen.
De zurna is gemaakt van het langzaam groeiende en hardhout van fruitbomen zoals pruim of abrikoos (Prunus armeniaca). Er zijn verschillende soorten zurna's. De meest typische is de Armeense zurna. De langste (en laagste toon) is de kaba zurna, gebruikt in Bulgarije, de kortste (en hoogste toon), die van bot kan worden gemaakt, is de zurna die wordt gespeeld in Messolonghi en andere dorpen in de regio Aetolia-Acarnania in Griekenland.
De zurna, een verwant van de hobo, wordt bijna overal gevonden waar het gewone riet groeit, omdat het een kort cilindrisch riet gebruikt dat aan het ene uiteinde is vastgemaakt aan een kegelvormige koperen buis en aan het andere uiteinde is afgeplat tot een smalle spleet als bron van het geluid.
Het vereist hoge druk om überhaupt een toon te geven en als dat het geval is, is het bijna constant luid, hoog, scherp en doordringend.
De behoefte aan hoge druk maakt het geschikt om te spelen zonder te stoppen met behulp van circulaire ademhaling. Een kleine speenachtige schijf waarop de lippen kunnen leunen, helpt de lipspieren die de lucht onder hoge druk vasthouden, rusten en herstellen tijdens lange non-stop speelsessies.
De combinatie van constant volume en non-stop spelen maakt de zurna ongeschikt om het ritme te benadrukken. Het is daarom bijna altijd gespeeld samen met grote drums die zowel het ritme als de lagere frequenties leveren die verder weg reiken dan het luide, hoge geluid van de zurna.
Het heeft een cilindrische boring en een beker die uitkomt in een parabolische bocht, dus aangepast om het geluid recht vooruit te weerkaatsen. Vanwege het luide en zeer gerichte geluid en de begeleiding door grote trommels, wordt het van oudsher buiten gespeeld, tijdens feestelijke evenementen zoals bruiloften en openbare vieringen. Het is ook gebruikt om menigten te verzamelen om officiële aankondigingen te doen. Dit gebruik van de zurna als teken van de heersende macht ontwikkelde zich tot Janissary bands en uiteindelijk tot militaire muziek.
Zeven gaten aan de voorkant en één duimgat bieden een bereik van meer dan één octaaf, inclusief enige transpositie.
Het is vergelijkbaar met de mizmar. Zurna's worden gebruikt in de volksmuziek van veel landen en regio's, vooral in Armenië, Iran, Algerije, Azerbeidzjan, Centraal-Azië, Irak, Syrië, Turkije, Griekenland, Bulgarije, Noord-Macedonië,  De Maghreb, Albanië, Servië, Bosnië en de andere Kaukasische landen, en hebben zich nu verspreid over India, China, Korea en Oost-Europa. In de Slavische naties van de Balkan wordt het typisch zurla genoemd (зурла).
De zurna is hoogstwaarschijnlijk de directe voorloper van de Europese shawm, en is verwant aan de Chinese suona die tegenwoordig nog steeds worden gebruikt bij bruiloften, tempel- en begrafenismuziek. De Japanse charumera, of charamera, traditioneel geassocieerd met rondtrekkende noedelverkopers, is een kleine zurna, de naam is afgeleid van de Portugese chirimoya . Weinig of geen noedelverkopers zetten deze traditie voort, en degenen die dat wel doen, gebruiken een luidspreker die een opgenomen charumera afspeelt.
Een zurna werd gebruikt door frontman Stu Mackenzie in King Gizzard & The Lizard Wizard's 9e studioalbum, Flying Microtonal Banana.

## Folklore
Turkse overlevering zegt dat Adam, die uit klei was gevormd, geen ziel had. Er wordt gezegd dat alleen het melodieuze tuiduk-spel van aartsengel Gabriël Adam leven kon inblazen. Volgens een Turkmeense legende speelde de duivel de hoofdrol in de tuiduk-uitvinding (let op de term "duivelopeningen", şeytan delikleri, in het Turks voor de kleine openingen op de klok).

## Etymologie en terminologie
Een volksetymologie legt uit dat de naam is afgeleid van Perzisch سرنای (surnāy), samengesteld uit سور (sūr) "banket, feest" en نای (nāy) "riet, pijp". De term wordt aangetroffen in de oudste Turkse documenten als suruna in de 12e- en 13e-eeuwse Codex Cumanicus (CCM fol. 45a). Zurna zou ook kunnen zijn ontleend aan het Proto-Armeens (Hettitisch of Luwisch) door het Armeens, waarbij զուռնա (zuṙna) wordt vergeleken met het Luwische zurni "hoorn".